# عدلان قريش
عدلان قريش (مواليد 3 مارس 1979) هو لاعب كرة قدم جزائري سابق. لعب كمدافع.

## المسيرة
في 21 يونيو 2009 وقع عدلان قريش عقدًا مع نادي شباب الأردن.

## التكريمات
وصل إلى نهائي كأس الجزائر مرة واحدة مع نادي إتحاد الحراش في عام 2011.